# Glee: The Music Season 4, Volume 1
Albums de Glee
Glee: The Music, The Graduation Album
(2012)
Glee: The Music Season 4, Volume 1 est un album de la série télévisée Glee. Il est sorti le 27 novembre 2012 aux États-Unis. L'album comporte des chansons des épisodes "La nouvelle Rachel" jusqu'à "Thanksgiving orphelin" (excepté celles des épisodes "Britney 2.0", "Fashion in the city" et "Glease").

## Liste des chansons

### Album Standard
Les treize pistes de l'album standard sont :
1. It's Time (Imagine Dragons) (Darren Criss)
2. New York State Of Mind (Billy Joel) (Lea Michele et Melissa Benoist)
3. Give Your Heart A Break (Demi Lovato) (Lea Michele et Dean Geyer)
4. Mine (Taylor Swift) (Naya Rivera)
5. The Scientist (Coldplay) (Matthew Morrison, Jayma Mays, Cory Monteith, Lea Michele, Darren Criss, Chris Colfer, Naya Rivera et Heather Morris)
6. Everybody Talks (Neon Trees) (Jacob Artist et Becca Tobin)
7. My Dark Side (Kelly Clarkson) (Darren Criss et les Warblers)
8. Holding Out For A Hero (Bonnie Tyler) (Becca Tobin et Melissa Benoist)
9. Heroes (David Bowie) (Darren Criss et Chord Overstreet)
10. Some Nights (Fun) (Les New Directions)
11. Homeward Bound / Home (Simon & Garfunkel) / (Phillip Phillips) (Dianna Agron, Mark Salling, Cory Monteith, Amber Riley, Harry Shum Jr et Naya Rivera)
12. Live While We're Young (One Direction) (Grant Gustin, Nolan Gerard Funk et les Warblers)
13. Gangnam Style (PSY) (Les New Directions)

### Album Deluxe
1. Americano / Dance Again (Lady Gaga) / (Jennifer Lopez) (Kate Hudson)
2. It's Time (Imagine Dragons) (Darren Criss)
3. New York State Of Mind (Billy Joel) (Lea Michele et Melissa Benoist)
4. Give Your Heart A Break (Demi Lovato) (Lea Michele et Dean Geyer)
5. Mine (Taylor Swift) (Naya Rivera)
6. The Scientist (Coldplay) (Matthew Morrison, Jayma Mays, Cory Monteith, Lea Michele, Darren Criss, Chris Colfer, Naya Rivera et Heather Morris)
7. Everybody Talks (Neon Trees) (Jacob Artist et Becca Tobin)
8. My Dark Side (Kelly Clarkson) (Darren Criss et les Warblers)
9. Holding Out For A Hero (Bonnie Tyler) (Becca Tobin et Melissa Benoist)
10. Heroes (David Bowie) (Darren Criss et Chord Overstreet)
11. Some Nights (Fun) (Les New Directions)
12. Homeward Bound / Home (Simon & Garfunkel) / (Phillip Phillips) (Dianna Agron, Mark Salling, Cory Monteith, Amber Riley, Harry Shum Jr et Naya Rivera)
13. Live While We're Young (One Direction) (Grant Gustin, Nolan Gerard Funk et les Warblers)
14. Let's Have A Kiki / Turkey Lurkey Time (Scissor Sisters) / (Promises, Promises) (Sarah-Jessica Parker, Chris Colfer et Lea Michele)
15. Gangnam Style (PSY) (Les New Directions)
16. Something Stupid (Carson & Gaile) (Chord Overstreet et Heather Morris)